# Roger Aa Djupvik
Roger Aa Djupvik, né le 23 mars 1981 est un fondeur norvégien licencié au Lillehammer SK.

## Carrière
Il a débuté en Coupe du monde en 2002 et a obtenu sa première victoire lors d'un relais en 2010.
Parallèlement aux courses de Coupe du monde, le norvégien participe à des épreuves de longue distance en Coupe Marathon.

## Palmarès

### Coupe du monde
- Meilleur classement général : 60e en 2007.
- 1 victoire en relais en 2009-2010 avec Simen Østensen, Sjur Røthe et Kristian Tettli Rennemo.
- Meilleur résultat individuel : 7e.

### Coupe Marathon
- 1 podium (1 deuxième place)